# Abarema cochleata
Abarema cochleata är en ärtväxtart som först beskrevs av Carl Ludwig von Willdenow, och fick sitt nu gällande namn av Rupert Charles Barneby och James Walter Grimes. Abarema cochleata ingår i släktet Abarema och familjen ärtväxter.

## Underarter
Arten delas in i följande underarter:
- A. c. cochleata
- A. c. moniliformis